# Римаско
Римаско (итал. Rimasco) је насеље у Италији у округу Верчели, региону Пијемонт.
Према процени из 2011. у насељу је живело 85 становника. Насеље се налази на надморској висини од 897 м.

## Становништво
Према резултатима пописа становништва 2011. у општини је живело 123 становника.
| 1931. | 1936. | 1951. | 1961. | 1971. | 1981. | 1991. | 2001. | 2011. |
| ----- | ----- | ----- | ----- | ----- | ----- | ----- | ----- | ----- |
| 354   | 325   | 300   | 321   | 243   | 223   | 180   | 154   | 123   |